# Zarządy województw VI kadencji

Początkowe koalicje w sejmikach (według komitetów wyborczych)

Zarządy województw VI kadencji – składy 16 zarządów województw w Polsce VI kadencji (2018–2024) wybranych w następstwie wyborów samorządowych.

## Zarząd Województwa Dolnośląskiego VI kadencji
| Funkcja                                    | Imię i nazwisko (reprezentowane ugrupowanie) | Imię i nazwisko (reprezentowane ugrupowanie) | Czas pełnienia funkcji    | Czas pełnienia funkcji    |
| Funkcja                                    | Imię i nazwisko (reprezentowane ugrupowanie) | Imię i nazwisko (reprezentowane ugrupowanie) | Od                        | Do                        |
| ------------------------------------------ | -------------------------------------------- | -------------------------------------------- | ------------------------- | ------------------------- |
| Marszałek Województwa Dolnośląskiego       |                                              | Cezary Przybylski (BS)                       | 19 listopada 2018(dts)    | 21 maja 2024(dts)         |
| Wicemarszałek Województwa Dolnośląskiego   |                                              | Marcin Gwóźdź (PiS)                          | 19 listopada 2018(dts)    | 13 października 2019(dts) |
| Wicemarszałek Województwa Dolnośląskiego   | Marcin Krzyżanowski (PiS)                    | 19 listopada 2018(dts)                       | 21 maja 2024(dts)         |                           |
| Członek Zarządu Województwa Dolnośląskiego |                                              | Michał Bobowiec (BS)                         | 19 listopada 2018(dts)    | 16 czerwca 2020(dts)      |
| Członek Zarządu Województwa Dolnośląskiego | Tymoteusz Myrda (BS)                         | 19 listopada 2018(dts)                       | 21 maja 2024(dts)         |                           |
| Wicemarszałek Województwa Dolnośląskiego   |                                              | Grzegorz Macko (PiS)                         | 24 października 2019(dts) | 21 maja 2024(dts)         |
| Członek Zarządu Województwa Dolnośląskiego |                                              | Paweł Wybierała (BS)                         | 25 czerwca 2020(dts)      | 1 kwietnia 2021(dts)      |
| Członek Zarządu Województwa Dolnośląskiego | Krzysztof Maj (BS)                           | 25 listopada 2021(dts)                       | 21 maja 2024(dts)         |                           |

## Zarząd Województwa Kujawsko-Pomorskiego VI kadencji
| Funkcja                                          | Imię i nazwisko (reprezentowane ugrupowanie) | Imię i nazwisko (reprezentowane ugrupowanie) | Czas pełnienia funkcji | Czas pełnienia funkcji    |
| Funkcja                                          | Imię i nazwisko (reprezentowane ugrupowanie) | Imię i nazwisko (reprezentowane ugrupowanie) | Od                     | Do                        |
| ------------------------------------------------ | -------------------------------------------- | -------------------------------------------- | ---------------------- | ------------------------- |
| Marszałek Województwa Kujawsko-Pomorskiego       |                                              | Piotr Całbecki (PO)                          | 19 listopada 2018(dts) | 9 maja 2024(dts)          |
| Wicemarszałek Województwa Kujawsko-Pomorskiego   |                                              | Dariusz Kurzawa (PSL)                        | 19 listopada 2018(dts) | 13 października 2019(dts) |
| Wicemarszałek Województwa Kujawsko-Pomorskiego   | 23 października 2023(dts)                    | Dariusz Kurzawa (PSL)                        | 9 maja 2024(dts)       |                           |
| Wicemarszałek Województwa Kujawsko-Pomorskiego   |                                              | Zbigniew Ostrowski (PO)                      | 19 listopada 2018(dts) | 9 maja 2024(dts)          |
| Członek Zarządu Województwa Kujawsko-Pomorskiego |                                              | Aneta Jędrzejewska (PSL)                     | 19 listopada 2018(dts) | 9 maja 2024(dts)          |
| Członek Zarządu Województwa Kujawsko-Pomorskiego |                                              | Sławomir Kopyść (PO)                         | 19 listopada 2018(dts) | 9 maja 2024(dts)          |
| Wicemarszałek Województwa Kujawsko-Pomorskiego   |                                              | Zbigniew Sosnowski (PSL)                     | 13 listopada 2019(dts) | 15 października 2023(dts) |

## Zarząd Województwa LubelskiegoVI kadencji
| Funkcja                                 | Imię i nazwisko (reprezentowane ugrupowanie) | Imię i nazwisko (reprezentowane ugrupowanie) | Czas pełnienia funkcji    | Czas pełnienia funkcji |
| Funkcja                                 | Imię i nazwisko (reprezentowane ugrupowanie) | Imię i nazwisko (reprezentowane ugrupowanie) | Od                        | Do                     |
| --------------------------------------- | -------------------------------------------- | -------------------------------------------- | ------------------------- | ---------------------- |
| Marszałek Województwa Lubelskiego       |                                              | Jarosław Stawiarski (PiS)                    | 21 listopada 2018(dts)    | 7 maja 2024(dts)       |
| Wicemarszałek Województwa Lubelskiego   | Dariusz Stefaniuk (PiS)                      | 21 listopada 2018(dts)                       | 13 października 2019(dts) |                        |
| Wicemarszałek Województwa Lubelskiego   | Zbigniew Wojciechowski (Porozumienie / PiS)  | 21 listopada 2018(dts)                       | 7 maja 2024(dts)          |                        |
| Członek Zarządu Województwa Lubelskiego | Zdzisław Szwed (PiS)                         | 21 listopada 2018(dts)                       | 7 maja 2024(dts)          |                        |
| Członek Zarządu Województwa Lubelskiego |                                              | Sebastian Trojak (Solidarna Polska)          | 21 listopada 2018(dts)    | 7 lutego 2022(dts)     |
| Wicemarszałek Województwa Lubelskiego   |                                              | Michał Mulawa (PiS)                          | 3 grudnia 2019(dts)       | 7 maja 2024(dts)       |
| Członek Zarządu Województwa Lubelskiego |                                              | Bartłomiej Bałaban (Suwerenna Polska)        | 7 lutego 2022(dts)        | 7 maja 2024(dts)       |

## Zarząd Województwa Lubuskiego VI kadencji
| Funkcja                                | Imię i nazwisko (reprezentowane ugrupowanie) | Imię i nazwisko (reprezentowane ugrupowanie) | Czas pełnienia funkcji    | Czas pełnienia funkcji    |
| Funkcja                                | Imię i nazwisko (reprezentowane ugrupowanie) | Imię i nazwisko (reprezentowane ugrupowanie) | Od                        | Do                        |
| -------------------------------------- | -------------------------------------------- | -------------------------------------------- | ------------------------- | ------------------------- |
| Marszałek Województwa Lubuskiego       |                                              | Elżbieta Polak (PO)                          | 22 listopada 2018(dts)    | 13 października 2023(dts) |
| Wicemarszałek Województwa Lubuskiego   |                                              | Łukasz Porycki (PSL)                         | 22 listopada 2018(dts)    | 13 października 2023(dts) |
| Wicemarszałek Województwa Lubuskiego   | 13 października 2023(dts)                    | Łukasz Porycki (PSL)                         | 20 maja 2024(dts)         |                           |
| Wicemarszałek Województwa Lubuskiego   | Stanisław Tomczyszyn (PSL)                   | 22 listopada 2018(dts)                       | 13 października 2023(dts) |                           |
| Wicemarszałek Województwa Lubuskiego   | Stanisław Tomczyszyn (PSL)                   | 13 października 2023(dts)                    | 15 października 2023(dts) |                           |
| Członek Zarządu Województwa Lubuskiego |                                              | Marcin Jabłoński (PO)                        | 22 listopada 2018(dts)    | 13 października 2023(dts) |
| Marszałek Województwa Lubuskiego       | 13 października 2023(dts)                    | Marcin Jabłoński (PO)                        | 20 maja 2024(dts)         |                           |
| Członek Zarządu Województwa Lubuskiego |                                              | Tadeusz Jędrzejczak (SLD/NL)                 | 22 listopada 2018(dts)    | 13 października 2023(dts) |
| Członek Zarządu Województwa Lubuskiego | 13 października 2023(dts)                    | Tadeusz Jędrzejczak (SLD/NL)                 | 20 maja 2024(dts)         |                           |
| Członek Zarządu Województwa Lubuskiego |                                              | Grzegorz Potęga (PO)                         | 13 października 2023(dts) | 20 maja 2024(dts)         |
| Wicemarszałek Województwa Lubuskiego   |                                              | Zbigniew Kołodziej (PSL)                     | 18 grudnia 2023(dts)      | 20 maja 2024(dts)         |

## Zarząd Województwa Łódzkiego VI kadencji
| Funkcja                               | Imię i nazwisko (reprezentowane ugrupowanie) | Imię i nazwisko (reprezentowane ugrupowanie) | Czas pełnienia funkcji | Czas pełnienia funkcji |
| Funkcja                               | Imię i nazwisko (reprezentowane ugrupowanie) | Imię i nazwisko (reprezentowane ugrupowanie) | Od                     | Do                     |
| ------------------------------------- | -------------------------------------------- | -------------------------------------------- | ---------------------- | ---------------------- |
| Marszałek Województwa Łódzkiego       |                                              | Grzegorz Schreiber (PiS)                     | 22 listopada 2018(dts) | 11 czerwca 2024(dts)   |
| Wicemarszałek Województwa Łódzkiego   | Grzegorz Wojciechowski (PiS)                 | 22 listopada 2018(dts)                       | 27 sierpnia 2019(dts)  |                        |
| Wicemarszałek Województwa Łódzkiego   | Zbigniew Ziemba (PiS)                        | 22 listopada 2018(dts)                       | 11 czerwca 2024(dts)   |                        |
| Członek Zarządu Województwa Łódzkiego |                                              | Robert Baryła (Suwerenna Polska)             | 22 listopada 2018(dts) | 11 czerwca 2024(dts)   |
| Członek Zarządu Województwa Łódzkiego |                                              | Andrzej Górczyński (Porozumienie / niez.)    | 22 listopada 2018(dts) | 11 czerwca 2024(dts)   |
| Wicemarszałek Województwa Łódzkiego   |                                              | Piotr Adamczyk (PiS)                         | 25 września 2019(dts)  | 11 czerwca 2024(dts)   |

## Zarząd Województwa Małopolskiego VI kadencji
| Funkcja                                   | Imię i nazwisko (reprezentowane ugrupowanie) | Imię i nazwisko (reprezentowane ugrupowanie) | Czas pełnienia funkcji    | Czas pełnienia funkcji    |
| Funkcja                                   | Imię i nazwisko (reprezentowane ugrupowanie) | Imię i nazwisko (reprezentowane ugrupowanie) | Od                        | Do                        |
| ----------------------------------------- | -------------------------------------------- | -------------------------------------------- | ------------------------- | ------------------------- |
| Marszałek Województwa Małopolskiego       |                                              | Witold Kozłowski (PiS)                       | 19 listopada 2018(dts)    | 4 lipca 2024(dts)         |
| Wicemarszałek Województwa Małopolskiego   | Łukasz Smółka (PiS)                          | 19 listopada 2018(dts)                       | 4 lipca 2024(dts)         |                           |
| Wicemarszałek Województwa Małopolskiego   |                                              | Tomasz Urynowicz (Porozumienie)              | 19 listopada 2018(dts)    | 10 września 2021(dts)     |
| Członek Zarządu Województwa Małopolskiego |                                              | Anna Pieczarka (PiS)                         | 19 listopada 2018(dts)    | 13 października 2019(dts) |
| Członek Zarządu Województwa Małopolskiego |                                              | Marta Malec-Lech (Suwerenna Polska)          | 19 listopada 2018(dts)    | 4 lipca 2024(dts)         |
| Członek Zarządu Województwa Małopolskiego |                                              | Edward Czesak (PiS)                          | 30 października 2019(dts) | 20 listopada 2020(dts)    |
| Członek Zarządu Województwa Małopolskiego | Iwona Gibas (PiS)                            | 3 grudnia 2020(dts)                          | 4 lipca 2024(dts)         |                           |
| Wicemarszałek Województwa Małopolskiego   | Józef Gawron (PiS)                           | 10 września 2021(dts)                        | 4 lipca 2024(dts)         |                           |

## Zarząd Województwa Mazowieckiego VI kadencji
| Funkcja                                   | Imię i nazwisko (reprezentowane ugrupowanie) | Imię i nazwisko (reprezentowane ugrupowanie) | Czas pełnienia funkcji | Czas pełnienia funkcji |
| Funkcja                                   | Imię i nazwisko (reprezentowane ugrupowanie) | Imię i nazwisko (reprezentowane ugrupowanie) | Od                     | Do                     |
| ----------------------------------------- | -------------------------------------------- | -------------------------------------------- | ---------------------- | ---------------------- |
| Marszałek Województwa Mazowieckiego       |                                              | Adam Struzik (PSL)                           | 19 listopada 2018(dts) | 10 czerwca 2024(dts)   |
| Wicemarszałek Województwa Mazowieckiego   |                                              | Wiesław Raboszuk (PO)                        | 19 listopada 2018(dts) | 10 czerwca 2024(dts)   |
| Wicemarszałek Województwa Mazowieckiego   | Rafał Rajkowski (PO)                         | 19 listopada 2018(dts)                       | 10 czerwca 2024(dts)   |                        |
| Członek Zarządu Województwa Mazowieckiego | Elżbieta Lanc (PO)                           | 19 listopada 2018(dts)                       | 10 czerwca 2024(dts)   |                        |
| Członek Zarządu Województwa Mazowieckiego |                                              | Janina Orzełowska (PSL)                      | 19 listopada 2018(dts) | 10 czerwca 2024(dts)   |

## Zarząd Województwa Opolskiego VI kadencji
| Funkcja                                | Imię i nazwisko (reprezentowane ugrupowanie) | Imię i nazwisko (reprezentowane ugrupowanie) | Czas pełnienia funkcji | Czas pełnienia funkcji |
| Funkcja                                | Imię i nazwisko (reprezentowane ugrupowanie) | Imię i nazwisko (reprezentowane ugrupowanie) | Od                     | Do                     |
| -------------------------------------- | -------------------------------------------- | -------------------------------------------- | ---------------------- | ---------------------- |
| Marszałek Województwa Opolskiego       |                                              | Andrzej Buła (PO)                            | 21 listopada 2018(dts) | 9 maja 2024(dts)       |
| Wicemarszałek Województwa Opolskiego   |                                              | Roman Kolek (MN)                             | 21 listopada 2018(dts) | 21 lutego 2021(dts)    |
| Wicemarszałek Województwa Opolskiego   |                                              | Zbigniew Kubalańca (PO)                      | 21 listopada 2018(dts) | 9 maja 2024(dts)       |
| Członek Zarządu Województwa Opolskiego | Szymon Ogłaza (PO)                           | 21 listopada 2018(dts)                       | 9 maja 2024(dts)       |                        |
| Członek Zarządu Województwa Opolskiego |                                              | Stanisław Rakoczy (PSL)                      | 21 listopada 2018(dts) | 31 maja 2020(dts)      |
| Członek Zarządu Województwa Opolskiego | Antoni Konopka (PSL)                         | 1 czerwca 2020(dts)                          | 9 maja 2024(dts)       |                        |
| Wicemarszałek Województwa Opolskiego   |                                              | Zuzanna Donath-Kasiura (MN)                  | 23 lutego 2021(dts)    | 9 maja 2024(dts)       |

## Zarząd Województwa Podkarpackiego VI kadencji
| Funkcja                                    | Imię i nazwisko (reprezentowane ugrupowanie) | Imię i nazwisko (reprezentowane ugrupowanie) | Czas pełnienia funkcji | Czas pełnienia funkcji    |
| Funkcja                                    | Imię i nazwisko (reprezentowane ugrupowanie) | Imię i nazwisko (reprezentowane ugrupowanie) | Od                     | Do                        |
| ------------------------------------------ | -------------------------------------------- | -------------------------------------------- | ---------------------- | ------------------------- |
| Marszałek Województwa Podkarpackiego       |                                              | Władysław Ortyl (PiS)                        | 19 listopada 2018(dts) | 6 maja 2024(dts)          |
| Wicemarszałek Województwa Podkarpackiego   | Ewa Draus (PiS)                              | 19 listopada 2018(dts)                       | 6 maja 2024(dts)       |                           |
| Wicemarszałek Województwa Podkarpackiego   | Piotr Pilch (PiS)                            | 19 listopada 2018(dts)                       | 6 maja 2024(dts)       |                           |
| Członek Zarządu Województwa Podkarpackiego | Stanisław Kruczek (PiS)                      | 19 listopada 2018(dts)                       | 6 maja 2024(dts)       |                           |
| Członek Zarządu Województwa Podkarpackiego |                                              | Maria Kurowska (Solidarna Polska)            | 19 listopada 2018(dts) | 13 października 2019(dts) |
| Członek Zarządu Województwa Podkarpackiego |                                              | Anna Huk (Suwerenna Polska)                  | 26 listopada 2019(dts) | 6 maja 2024(dts)          |

## Zarząd Województwa Podlaskiego VI kadencji
| Funkcja                                 | Imię i nazwisko (reprezentowane ugrupowanie) | Imię i nazwisko (reprezentowane ugrupowanie) | Czas pełnienia funkcji | Czas pełnienia funkcji    |
| Funkcja                                 | Imię i nazwisko (reprezentowane ugrupowanie) | Imię i nazwisko (reprezentowane ugrupowanie) | Od                     | Do                        |
| --------------------------------------- | -------------------------------------------- | -------------------------------------------- | ---------------------- | ------------------------- |
| Marszałek Województwa Podlaskiego       |                                              | Artur Kosicki (PiS)                          | 11 grudnia 2018(dts)   | 18 lutego 2019(dts)       |
| Marszałek Województwa Podlaskiego       | 18 lutego 2019(dts)                          | Artur Kosicki (PiS)                          | 7 maja 2024(dts)       |                           |
| Wicemarszałek Województwa Podlaskiego   |                                              | Stanisław Derehajło (Porozumienie)           | 11 grudnia 2018(dts)   | 18 lutego 2019(dts)       |
| Wicemarszałek Województwa Podlaskiego   | 18 lutego 2019(dts)                          | Stanisław Derehajło (Porozumienie)           | 3 marca 2022(dts)      |                           |
| Wicemarszałek Województwa Podlaskiego   |                                              | Marek Olbryś (PiS)                           | 11 grudnia 2018(dts)   | 18 lutego 2019(dts)       |
| Wicemarszałek Województwa Podlaskiego   | 18 lutego 2019(dts)                          | Marek Olbryś (PiS)                           | 7 maja 2024(dts)       |                           |
| Członek Zarządu Województwa Podlaskiego | Wiesława Burnos (PiS)                        | 11 grudnia 2018(dts)                         | 18 lutego 2019(dts)    |                           |
| Członek Zarządu Województwa Podlaskiego | Wiesława Burnos (PiS)                        | 18 lutego 2019(dts)                          | 7 maja 2024(dts)       |                           |
| Członek Zarządu Województwa Podlaskiego | Marek Malinowski (PiS)                       | 11 grudnia 2018(dts)                         | 18 lutego 2019(dts)    |                           |
| Członek Zarządu Województwa Podlaskiego | Marek Malinowski (PiS)                       | 18 lutego 2019(dts)                          | 7 maja 2024(dts)       |                           |
| Wicemarszałek Województwa Podlaskiego   |                                              | Sebastian Łukaszewicz (Suwerenna Polska)     | 3 marca 2022(dts)      | 15 października 2023(dts) |

## Zarząd Województwa Pomorskiego VI kadencji
| Funkcja                                 | Imię i nazwisko (reprezentowane ugrupowanie) | Imię i nazwisko (reprezentowane ugrupowanie) | Czas pełnienia funkcji    | Czas pełnienia funkcji |
| Funkcja                                 | Imię i nazwisko (reprezentowane ugrupowanie) | Imię i nazwisko (reprezentowane ugrupowanie) | Od                        | Do                     |
| --------------------------------------- | -------------------------------------------- | -------------------------------------------- | ------------------------- | ---------------------- |
| Marszałek Województwa Pomorskiego       |                                              | Mieczysław Struk (PO)                        | 26 listopada 2018(dts)    | 24 czerwca 2024(dts)   |
| Wicemarszałek Województwa Pomorskiego   | Wiesław Byczkowski (PO)                      | 26 listopada 2018(dts)                       | 24 czerwca 2024(dts)      |                        |
| Wicemarszałek Województwa Pomorskiego   | Ryszard Świlski (PO)                         | 26 listopada 2018(dts)                       | 13 października 2019(dts) |                        |
| Członek Zarządu Województwa Pomorskiego |                                              | Agnieszka Kapała-Sokalska (Nowoczesna)       | 26 listopada 2018(dts)    | 24 czerwca 2024(dts)   |
| Członek Zarządu Województwa Pomorskiego |                                              | Józef Sarnowski (PSL / KO)                   | 26 listopada 2018(dts)    | 24 czerwca 2024(dts)   |
| Wicemarszałek Województwa Pomorskiego   |                                              | Leszek Bonna (PO)                            | 8 listopada 2019(dts)     | 24 czerwca 2024(dts)   |

## Zarząd Województwa Śląskiego VI kadencji
| Funkcja                               | Imię i nazwisko (reprezentowane ugrupowanie) | Imię i nazwisko (reprezentowane ugrupowanie) | Czas pełnienia funkcji | Czas pełnienia funkcji |
| Funkcja                               | Imię i nazwisko (reprezentowane ugrupowanie) | Imię i nazwisko (reprezentowane ugrupowanie) | Od                     | Do                     |
| ------------------------------------- | -------------------------------------------- | -------------------------------------------- | ---------------------- | ---------------------- |
| Marszałek Województwa Śląskiego       |                                              | Jakub Chełstowski (PiS / T!DP, KO)           | 21 listopada 2018(dts) | 6 maja 2024(dts)       |
| Wicemarszałek Województwa Śląskiego   |                                              | Wojciech Kałuża                              | 21 listopada 2018(dts) | 21 listopada 2022(dts) |
| Wicemarszałek Województwa Śląskiego   |                                              | Dariusz Starzycki (PiS)                      | 21 listopada 2018(dts) | 21 listopada 2022(dts) |
| Członek Zarządu Województwa Śląskiego | Izabela Domogała (PiS)                       | 21 listopada 2018(dts)                       | 21 listopada 2022(dts) |                        |
| Członek Zarządu Województwa Śląskiego |                                              | Michał Woś (Solidarna Polska)                | 21 listopada 2018(dts) | 3 czerwca 2019(dts)    |
| Członek Zarządu Województwa Śląskiego | Beata Białowąs (Solidarna Polska)            | 24 czerwca 2019(dts)                         | 21 listopada 2022(dts) |                        |
| Wicemarszałek Województwa Śląskiego   |                                              | Łukasz Czopik                                | 21 listopada 2022(dts) | 6 maja 2024(dts)       |
| Wicemarszałek Województwa Śląskiego   | Anna Jedynak-Rykała (T!DP)                   | 21 listopada 2022(dts)                       | 6 maja 2024(dts)       |                        |
| Członek Zarządu Województwa Śląskiego | Krzysztof Klimosz                            | 21 listopada 2022(dts)                       | 6 maja 2024(dts)       |                        |
| Członek Zarządu Województwa Śląskiego |                                              | Grzegorz Boski (PSL)                         | 30 stycznia 2023(dts)  | 6 maja 2024(dts)       |

## Zarząd Województwa Świętokrzyskiego VI kadencji
| Funkcja                                      | Imię i nazwisko (reprezentowane ugrupowanie) | Imię i nazwisko (reprezentowane ugrupowanie) | Czas pełnienia funkcji | Czas pełnienia funkcji |
| Funkcja                                      | Imię i nazwisko (reprezentowane ugrupowanie) | Imię i nazwisko (reprezentowane ugrupowanie) | Od                     | Do                     |
| -------------------------------------------- | -------------------------------------------- | -------------------------------------------- | ---------------------- | ---------------------- |
| Marszałek Województwa Świętokrzyskiego       |                                              | Andrzej Bętkowski (PiS)                      | 22 listopada 2018(dts) | 6 maja 2024(dts)       |
| Wicemarszałek Województwa Świętokrzyskiego   |                                              | Renata Janik (Porozumienie / OdNowa RP)      | 22 listopada 2018(dts) | 6 maja 2024(dts)       |
| Członek Zarządu Województwa Świętokrzyskiego |                                              | Marek Bogusławski (PiS)                      | 22 listopada 2018(dts) | 20 grudnia 2019(dts)   |
| Wicemarszałek Województwa Świętokrzyskiego   | 20 grudnia 2019(dts)                         | Marek Bogusławski (PiS)                      | 6 maja 2024(dts)       |                        |
| Członek Zarządu Województwa Świętokrzyskiego |                                              | Mariusz Gosek (Solidarna Polska)             | 22 listopada 2018(dts) | 6 lutego 2020(dts)     |
| Członek Zarządu Województwa Świętokrzyskiego |                                              | Marek Jońca (PiS)                            | 22 listopada 2018(dts) | 6 maja 2024(dts)       |
| Członek Zarządu Województwa Świętokrzyskiego |                                              | Tomasz Jamka (Suwerenna Polska)              | 24 lutego 2020(dts)    | 6 maja 2024(dts)       |

## Zarząd Województwa Warmińsko-Mazurskiego VI kadencji
| Funkcja                                           | Imię i nazwisko (reprezentowane ugrupowanie) | Imię i nazwisko (reprezentowane ugrupowanie) | Czas pełnienia funkcji | Czas pełnienia funkcji    |
| Funkcja                                           | Imię i nazwisko (reprezentowane ugrupowanie) | Imię i nazwisko (reprezentowane ugrupowanie) | Od                     | Do                        |
| ------------------------------------------------- | -------------------------------------------- | -------------------------------------------- | ---------------------- | ------------------------- |
| Marszałek Województwa Warmińsko-Mazurskiego       |                                              | Gustaw Brzezin (PSL)                         | 4 grudnia 2018(dts)    | 15 października 2023(dts) |
| Wicemarszałek Województwa Warmińsko-Mazurskiego   |                                              | Marcin Kuchciński (PO)                       | 4 grudnia 2018(dts)    | 7 listopada 2023(dts)     |
| Marszałek Województwa Warmińsko-Mazurskiego       | 7 listopada 2023(dts)                        | Marcin Kuchciński (PO)                       | 14 maja 2024(dts)      |                           |
| Wicemarszałek Województwa Warmińsko-Mazurskiego   | Miron Sycz (PO)                              | 4 grudnia 2018(dts)                          | 4 kwietnia 2024(dts)   |                           |
| Członek Zarządu Województwa Warmińsko-Mazurskiego |                                              | Sylwia Jaskulska (PSL)                       | 4 grudnia 2018(dts)    | 7 listopada 2023(dts)     |
| Wicemarszałek Województwa Warmińsko-Mazurskiego   | 7 listopada 2023(dts)                        | Sylwia Jaskulska (PSL)                       | 14 maja 2024(dts)      |                           |
| Członek Zarządu Województwa Warmińsko-Mazurskiego |                                              | Jolanta Piotrowska (PO)                      | 4 grudnia 2018(dts)    | 15 października 2023(dts) |
| Członek Zarządu Województwa Warmińsko-Mazurskiego |                                              | Bogdan Bartnicki (PSL)                       | 7 listopada 2023(dts)  | 14 maja 2024(dts)         |
| Członek Zarządu Województwa Warmińsko-Mazurskiego | Maria Bąkowska (PSL)                         | 7 listopada 2023(dts)                        | 14 maja 2024(dts)      |                           |

## Zarząd Województwa Wielkopolskiego VI kadencji
| Funkcja                                     | Imię i nazwisko (reprezentowane ugrupowanie) | Imię i nazwisko (reprezentowane ugrupowanie) | Czas pełnienia funkcji | Czas pełnienia funkcji |
| Funkcja                                     | Imię i nazwisko (reprezentowane ugrupowanie) | Imię i nazwisko (reprezentowane ugrupowanie) | Od                     | Do                     |
| ------------------------------------------- | -------------------------------------------- | -------------------------------------------- | ---------------------- | ---------------------- |
| Marszałek Województwa Wielkopolskiego       |                                              | Marek Woźniak (PO)                           | 23 listopada 2018(dts) | 20 maja 2024(dts)      |
| Wicemarszałek Województwa Wielkopolskiego   |                                              | Krzysztof Grabowski (PSL)                    | 23 listopada 2018(dts) | 20 maja 2024(dts)      |
| Wicemarszałek Województwa Wielkopolskiego   | Wojciech Jankowiak (PSL)                     | 23 listopada 2018(dts)                       | 20 maja 2024(dts)      |                        |
| Członek Zarządu Województwa Wielkopolskiego |                                              | Jacek Bogusławski (PO)                       | 23 listopada 2018(dts) | 20 maja 2024(dts)      |
| Członek Zarządu Województwa Wielkopolskiego | Marzena Wodzińska (PO)                       | 23 listopada 2018(dts)                       | 2 lipca 2020(dts)      |                        |
| Członek Zarządu Województwa Wielkopolskiego | Paulina Stochniałek (PO)                     | 13 lipca 2020(dts)                           | 20 maja 2024(dts)      |                        |

## Zarząd Województwa Zachodniopomorskiego VI kadencji
| Funkcja                                          | Imię i nazwisko (reprezentowane ugrupowanie) | Imię i nazwisko (reprezentowane ugrupowanie) | Czas pełnienia funkcji    | Czas pełnienia funkcji    |
| Funkcja                                          | Imię i nazwisko (reprezentowane ugrupowanie) | Imię i nazwisko (reprezentowane ugrupowanie) | Od                        | Do                        |
| ------------------------------------------------ | -------------------------------------------- | -------------------------------------------- | ------------------------- | ------------------------- |
| Marszałek Województwa Zachodniopomorskiego       |                                              | Olgierd Geblewicz (PO)                       | 23 listopada 2018(dts)    | 9 maja 2024(dts)          |
| Wicemarszałek Województwa Zachodniopomorskiego   |                                              | Jarosław Rzepa (PSL)                         | 23 listopada 2018(dts)    | 13 października 2019(dts) |
| Wicemarszałek Województwa Zachodniopomorskiego   |                                              | Tomasz Sobieraj (PO)                         | 23 listopada 2018(dts)    | 9 maja 2024(dts)          |
| Członek Zarządu Województwa Zachodniopomorskiego | Janusz Gromek (PO)                           | 23 listopada 2018(dts)                       | 13 października 2019(dts) |                           |
| Członek Zarządu Województwa Zachodniopomorskiego |                                              | Stanisław Wziątek (SLD/NL)                   | 23 listopada 2018(dts)    | 15 grudnia 2023(dts)      |
| Wicemarszałek Województwa Zachodniopomorskiego   |                                              | Olgierd Kustosz (PSL / OKS)                  | 24 października 2019(dts) | 19 grudnia 2023(dts)      |
| Członek Zarządu Województwa Zachodniopomorskiego | 19 grudnia 2023(dts)                         | Olgierd Kustosz (PSL / OKS)                  | 9 maja 2024(dts)          |                           |
| Członek Zarządu Województwa Zachodniopomorskiego |                                              | Anna Bańkowska (PO)                          | 24 października 2019(dts) | 9 maja 2024(dts)          |
| Wicemarszałek Województwa Zachodniopomorskiego   |                                              | Rafał Rosiński (PSL)                         | 19 grudnia 2023(dts)      | 9 maja 2024(dts)          |